# Бальфурье, Морис
Морис Бальфурье (фр. Maurice Balfourier; 1852—1933) — французский генерал, участник Первой мировой войны.

## Биография
Родился 27 апреля 1852 года в Париже.
Образование получил в Сен-Сирской военной школе.
В самом начале своей службы принимал участие в франко-прусской войне.
25 апреля 1906 года полковник Бальфурье был назначен начальником штаба Парижского гарнизона. 15 июня 1908 года назначен командующим 21-й пехотной бригады в Нанси и через четыре дня произведён в бригадные генералы. 31 января 1912 года получил в командование 9-ю пехотную дивизию и 22 июня того же года произведён в дивизионные генералы. С 11 ноября 1913 года командовал 11-й пехотной дивизией.
29 августа 1914 года Бальфурье был назначен командиром 20-го армейского корпуса, во главе которого сражался под Нанси и под Верденом. 17 сентября 1916 года назначен командующим 36-м армейским корпусом.
12 апреля 1917 года Бальфурье был зачислен в резерв армии, в котором находился до самой своей смерти, последовавшей 24 июня 1933 года в Париже.

## Награды
- За боевые отличия был награждён командорским крестом ордена Почётного легиона (10 апреля 1915 года).
- Награждён российским орденом св. Георгия 4-й степени (19 апреля 1916 года) и большой офицерский крест ордена Почётного легиона (27 апреля 1916 года).
- 10 июля 1931 года награждён большим крестом ордена Почётного легиона.
- Также был награждён бельгийскими и тунисской наградами.